# كونينكليجك سبورتفرينغنغ فاريغيم
كونينكليكي سبورتفيرينجنك واريجيم (رابطة فارخِم للرياضات الملكية): نادي كرة القدم بلجيكي من 1925 إلئ 2001. ولعب ثلاث مواسم في دوري كرة القدم البلجيكي للدرجة الأولئ 1966-1972، 1973-1994 و في 1995-1996. أفضل نتيجة حصل عليها النادي كان في عام 1968 و 1985 و 1993 عندما احتل المركز الرابع.